# Montalbano Elicona

Ubicació de Montalbano Elicona dins de la província

Montalbano Elicona (sicilià Muntarbanu) és un municipi italià, dins de la ciutat metropolitana de Messina. L'any 2005 tenia 2.631 habitants. Limita amb els municipis de Basicò, Falcone, Floresta, Francavilla di Sicilia, Librizzi, Malvagna, Oliveri, Patti, Raccuja, Roccella Valdemone, San Piero Patti, Santa Domenica Vittoria i Tripi.

## Administració
| Període | Identitat       | Partit        |
| ------- | --------------- | ------------- |
| 2007-   | Giuseppe Simone | Llista cívica |